# Římskokatolická farnost Panny Marie Kroměříž
Římskokatolická farnost Panny Marie Kroměříž je územní společenství římských katolíků s farním kostelem Nanebevzetí Panny Marie v děkanátu Kroměříž.

## Historie farnosti
Farní kostel nechal postavit v roce 1247 biskup Bruno ze Schauenburku. Snad roku 1539 bylo založeno literátské bratrstvo Nanebevzetí Panny Marie a sv. Michaela Archanděla, které fungovalo v kostele Nanebevzetí Panny Marie a v tehdy nedaleko stojícím kostelíku sv. Michala, zbořeném roku 1789. Když během třicetileté války vpadla do Kroměříže 26. června 1643 švédská vojska pod velením generála Lennarta Torstensona a vyplenila město, vyrabovali a zcela vypálili i původní kostel. Z kostela zůstalo jen jádro věže a holé zdi. Obnovy se kostel dočkal až za biskupa Wolfganga Hanibala von Schrattenbacha roku 1724.

## Duchovní správci
Farářem byl od července 2010 R. D. Mgr. Vít Hlavica. S platností od července 2018 ho vystřídal R. D. Mgr. Bohumil Kundl. Od 1.10.2024 je administrátorem excurendo P. Mgr. Pavel Hofírek.

## Bohoslužby
| Kostel                  | Místo    | Bohoslužba (den)                                 | Hodina                                             | Poznámka     |
| ----------------------- | -------- | ------------------------------------------------ | -------------------------------------------------- | ------------ |
| Nanebevzetí Panny Marie | Kroměříž | neděle pondělí úterý středa čtvrtek pátek sobota | 8.00, 10.30 8.00, 7.45 8.00, 8.00 8.00, 18.00 8.00 | farní kostel |

## Aktivity ve farnosti
Ve farnosti vychází farní týdeník FIAT.
Farnost se zapojuje do projektů Otevřené brány i Noc kostelů. 
V prosinci 2017 byla ve farním kostele možnost přijmout požehnání pro ty, kdo v roli Mikuláše obcházeli s dárky rodiny ve městě.